# Prima Leroy
Prima Leroy is een Belgisch bier. Het wordt gebrouwen door Brouwerij Het Sas te Boezinge, een deelgemeente van Ieper.
Prima Leroy is een blond tafelbier van lage gisting met een alcoholpercentage van 3,25%.
Prima Leroy is erkend als streekproduct van de Westhoek.